# Nepenthes trusmadiensis
Nepenthes trusmadiensis är en tvåhjärtbladig växtart som beskrevs av Marabini. Nepenthes trusmadiensis ingår i släktet Nepenthes och familjen Nepenthaceae. Inga underarter finns listade i Catalogue of Life.

## Bildgalleri

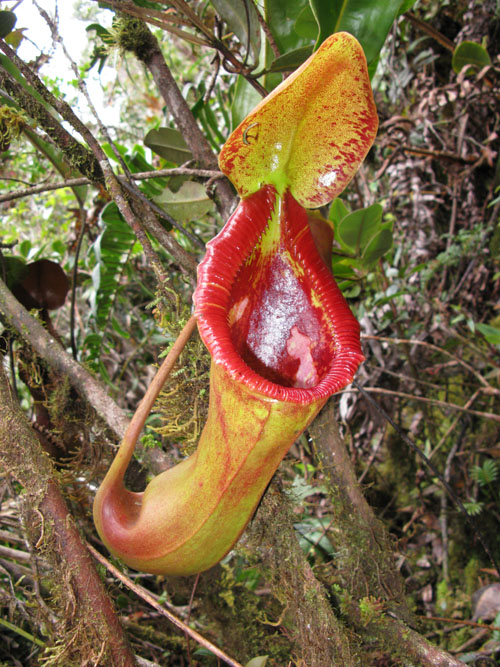
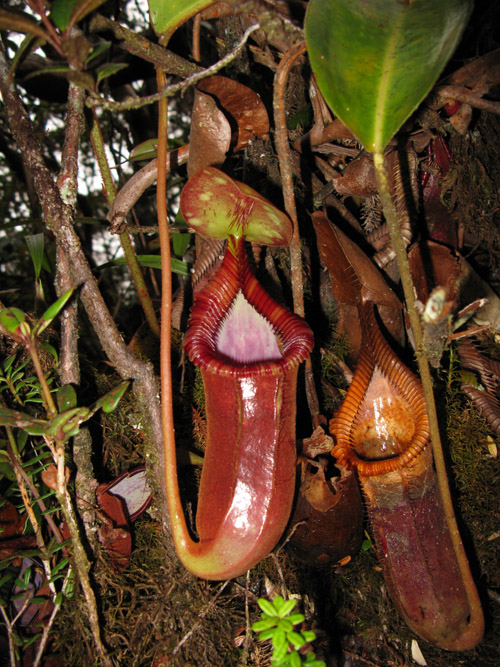
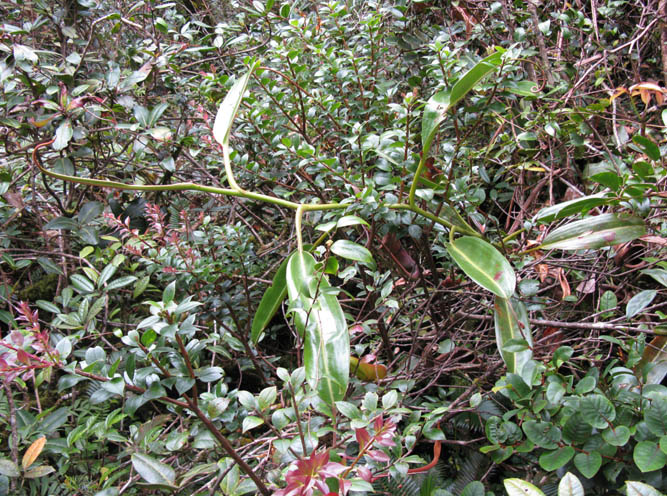
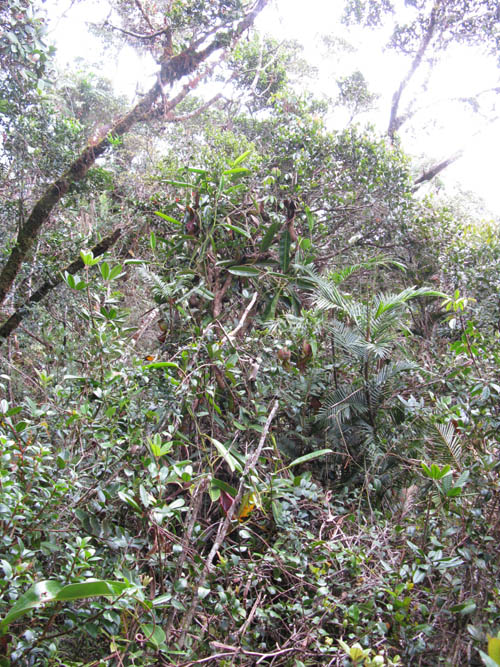